# 格爾科夫鄉
43°45′32″N 24°36′48″E / 43.75889°N 24.61333°E
格爾科夫鄉（羅馬尼亞語：Comuna Gârcov, Olt），是羅馬尼亞的鄉份，位於該國南部，由奧爾特縣負責管轄，面積34平方公里，海拔高度37米，2007年人口2,725，人口密度每平方公里80人。